# Слатко од снова
Слатко од снова је српски филм снимљен 1994. године који је режирао Владимир Живковић а сценарио су написали Александар Баришић и Срђан Драгојевић.

## Радња
Прича је о младој девојци (Драгани Мирковић) која ради у „Мекдоналдсу“, а сања о слави на естради. Разносећи поруџбине она упознаје краља шоу-бизниса који је и власник Фабрике снова, што ће јој пружити могућност за остварење сна. На путу ка успеху среће духа Елвиса Преслија који, пошто је Србин (звао се Веселин Прислић), долази у родни крај да, макар после смрти окуси нешто од топлине завичаја. Преслијев дух постаје девојчин главни савезник.

## Улоге
| Глумац                   | Улога               |
| ------------------------ | ------------------- |
| Драгана Мирковић         | Дени                |
| Рамбо Амадеус            | Бруно Икс           |
| Бранка Катић             | Ђина                |
| Небојша Бакочевић        | Алекс               |
| Милорад Мандић           | дух Елвиса Преслија |
| Зоран Цвијановић         | Буцер               |
| Жика Миленковић          | газда Славко        |
| Велимир Бата Живојиновић | Бакс                |
| Оливера Викторовић       | Баксова друга жена  |
| Горица Поповић           | келнерица           |
| Зорица Атанасовска       |                     |
| Бранко Цвејић            | Спигети             |
| Ратко Танкосић           |                     |
| Милан Делчић             |                     |
| Ђорђе Ђогани             | Тони                |